# Taiwan Futures Exchange
Die Taiwan Futures Exchange (TAIFEX; Chinesisch: 臺灣期貨交易所; Pinyin: Táiwān Qíhuò Jiāoyì Suǒ; Pe̍h-ōe-jī: Tâi-oân Kî-hòe Kau-e̍k-só͘) ist eine Termin- und Derivatebörse in Taiwan und wurde 1998 gegründet. Sie bietet über 300 Futures und Optionen auf wichtige taiwanische Aktienindizes, Staatsanleihen-Futures, Aktienoptionen und Zins-Futures. Sie hat ihren Sitz in der Hauptstadt Taipeh.
Sie ist Mitglied in der World Federation of Exchanges.

## Geschichte
Die Entwicklung des taiwanischen Terminmarktes kann in zwei Phasen unterteilt werden. In der ersten Stufe wurde der Handel mit ausländischen Termingeschäften zugelassen; In der zweiten Phase wurde ein inländischer Terminmarkt geschaffen. Das Foreign Futures Trading Law wurde im Juni 1992 erlassen, um Anlegern eine Rechtsgrundlage für den Handel an ausländischen Terminmärkten zu bieten. Das Futures-Handelsgesetz wurde im März 1997 erlassen, das das Foreign Futures Trading Law ersetzte und die rechtlichen Richtlinien für den inländischen Futures-Markt festlegte. Dies ebnete den Weg für die Gründung von TAIFEX im September desselben Jahres. Im Laufe der Jahre hat TAIFEX versucht, seine Produkte zu diversifizieren, um Anlegern mehr Absicherungsinstrumente anzubieten.